# Solheim Cup 2000
Navigation
1998 2002
La Solheil Cup 2000 est la sixième édition de la Solheim Cup et s'est déroulée du 6 octobre 2000 au 8 octobre 2000 sur le parcours du Loch Lomond Golf Club à Luss, Dunbartonshire en  Écosse. L'Europe remporte la rencontre sur le score de 14 ½ à 11 ½.

## Les équipes
- Capitaine de l'Équipe des États-Unis : Pat Bradley
- Capitaine de l'Équipe d'Europe : Dale Reid

| Europe - Capitaine : - Dale Reid - Joueuses : - Sophie Gustafson - Trish Johnson - Laura Davies - Alison Nicholas - Patricia Meunier-Lebouc - Raquel Carriedo - Annika Sörenstam - Helen Alfredsson - Carin Koch - Janice Moodie - Liselotte Neumann - Catrin Nilsmark | États-Unis - Capitaine : - Pat Bradley - Joueuses : - Juli Inkster - Meg Mallon - Rosie Jones - Dottie Pepper - Sherri Steinhauer - Pat Hurst - Kelly Robbins - Michele Redman - Nancy Scranton - Becky Iverson - Brandie Burton - Beth Daniel |

## Compétition

### Format
La première journée, le vendredi, est réservée à des compétitions par doubles, disputées en Foursome. Quatre Foursome sont disputés le matin et quatre l'après-midi.
La seconde journée est également réservée à des compétitions par doubles, mais en 4 balles meilleure balle. Six rencontres sont disputées et les douze joueuses composant les deux équipes doivent participer.
Le dernier jour est réservé aux simples, au nombre de 12. Une nouvelle fois, toutes les joueuses doivent participer.

### Vendredi

#### Foursomes matin
| Union européenne               | Résultats  | Drapeau des États-Unis       |
| ------------------------------ | ---------- | ---------------------------- |
| Laura Davies/Alison Nicholas   | 4 & 3      | Juli Inkster/Dottie Pepper   |
| Trish Johnson/Sophie Gustafson | 3 & 2      | Kelly Robbins/Pat Hurst      |
| Catrin Nilsmark/Carin Koch     | 2 & 1      | Brandie Burton/Becky Iverson |
| Annika Sörenstam/Janice Moodie | 1 up       | Meg Mallon/Beth Daniel       |
| 4                              | Session    | 0                            |
| 4                              | Au général | 0                            |

#### Foursomes  après-midi
| Union européenne                   | Résultats  | Drapeau des États-Unis         |
| ---------------------------------- | ---------- | ------------------------------ |
| Laura Davies/Alison Nicholas       | 6 & 5      | Rosie Jones/Becky Iverson      |
| Trish Johnson/Sophie Gustafson     | égalité    | Juli Inkster/Sherri Steinhauer |
| Liselotte Neumann/Helen Alfredsson | 1 up       | Kelly Robbins/Pat Hurst        |
| Annika Sörenstam/Janice Moodie     | 1 up       | Meg Mallon/Beth Daniel         |
| 1 ½                                | Session    | 2 ½                            |
| 5 ½                                | Au général | 2 ½                            |

### Samedi

#### 4 balles meilleure balle
| Union européenne                          | Résultats              | Drapeau des États-Unis         |
| ----------------------------------------- | ---------------------- | ------------------------------ |
| Trish Johnson/Sophie Gustafson            | 3 & 2                  | Rosie Jones/Becky Iverson      |
| Alison Nicholas/Helen Alfredsson          | 3 & 2                  | Juli Inkster/Sherri Steinhauer |
| Catrin Nilsmark/Carin Koch                | 2 & 1                  | Nancy Scranton/Michele Redman  |
| Liselotte Neumann/Patricia Meunier-Lebouc | égalité                | Dottie Pepper/Brandie Burton   |
| Laura Davies/Raquel Carriedo              | égalité                | Meg Mallon/Beth Daniel         |
| Annika Sörenstam/Janice Moodie            | Drapeau des États-Unis | Kelly Robbins/Pat Hurst        |
| 4                                         | Session                | 2                              |
| 9 ½                                       | Au général             | 4 ½                            |

### Dimanche

#### Simples
| Union européenne        | Résultats  | Drapeau des États-Unis |
| ----------------------- | ---------- | ---------------------- |
| Annika Sörenstam        | 5 & 4      | Juli Inkster           |
| Sophie Gustafson        | 4 & 3      | Brandie Burton         |
| Helen Alfredsson        | 4 & 3      | Beth Daniel            |
| Trish Johnson           | 2 & 1      | Dottie Pepper          |
| Laura Davies            | 3 & 2      | Kelly Robbins          |
| Liselotte Neumann       | égalité    | Pat Hurst              |
| Alison Nicholas         | égalité    | Sherri Steinhauer      |
| Patricia Meunier-Lebouc | 1 up       | Meg Mallon             |
| Catrin Nilsmark         | 1 up       | Rosie Jones            |
| Raquel Carriedo         | 3 & 2      | Becky Iverson          |
| Carin Koch              | 2 & 1      | Michele Redman         |
| Janice Moodie           | 1 up       | Nancy Scranton         |
| 5                       | Session    | 7                      |
| 14 ½                    | Au général | 11 ½                   |